# Эккард, Иоганн
Иоганн Эккард (нем. Johannes Eccard; 1553, Мюльхаузен — 1611, Берлин) — немецкий композитор и капельмейстер, один из первых дирижёров (капельмейстеров) Берлинской королевской капеллы.

## Биография
Иоганн Эккард родился в 1553 году в городе Мюльхаузене.
В возрасте восемнадцати лет отправился в Мюнхен, где пел в капелле Орландо Лассо. В компании последнего Эккард, как сообщается, посетил Париж, но в 1574 году вновь оказался в Мюльхаузене, где проживал в течение четырёх лет и отредактировал вместе с Йоханом фон Бургком собрание духовных песен Crepundia sacra Helmboldi (1577). Вскоре он стал домашним музыкантом в доме аугсбургского банкира Якоба Фуггера.
В 1583 году он стал помощником дирижёра, а в 1599 году — дирижёром в Кёнигсберге у Георга Фридриха Бранденбург-Ансбахского.
В 1608 году его вызвал курфюрст Иоахим Фридрих Бранденбургский в Берлин как главного дирижёра, но на этой должности он работал в течение лишь трёх лет, после чего внезапно умер.
В конце XIX — начале XX века на страницах Энциклопедического словаря Брокгауза и Ефрона Николаем Соловьёвым давалась следующая оценка творчеству Иоганна Эккарда:
«Писал хоралы, которые, несмотря на простоту мелодии и гармонии, отличались художественной обработкой… Особенно прославились немецкие праздничные песни Э., отличающиеся замечательной контрапунктической работой и гармонической благозвучностью. Э. много способствовал влиянию итальянской музыки на немецкую.»
Работы Эккарда включают в себя церковные песни и кантаты и хоры для четырёх — девяти голосов.